# Cheilopogon heterurus

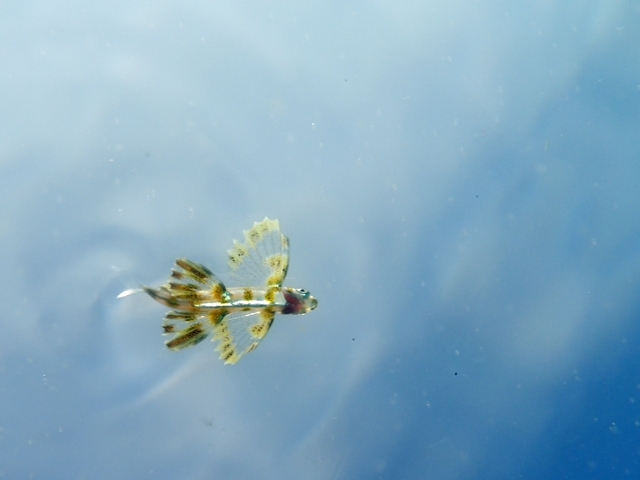
Esemplare giovanile

Il rondone di mare (Cheilopogon heterurus (Rafinesque 1810)) è un pesce di mare della famiglia Exocoetidae.

## Distribuzione e habitat
È diffuso nelle zone calde e temperato calde dell'Oceano Atlantico orientale, eccezionalmente a nord fino al mar del Nord e nel mar Mediterraneo occidentale, dove è la specie più comune di pesce volante.

Vive nei primi metri d'acqua, lontano dalle coste ma meno della maggioranza degli altri pesci volanti.

## Descrizione
Ha il caratteristico aspetto degli Exocoetidae, con pinne pettorali allungatissime che superano la pinna dorsale e pinna caudale con lobo inferiore più lungo del superiore. Essendo una forma "a quattro ali" ha anche le pinne ventrali allungate ed inserite molto indietro. La pinna dorsale è più lunga della pinna anale e non ha nessuna macchia scura.

Il colore è azzurro iridescente sul dorso e argentato sul ventre. Le pinne pettorali sono grigie con il bordo chiaro.

Non supera i 40 cm di lunghezza.

## Alimentazione
Si ciba di piccoli organismi del plancton.

## Riproduzione
Si riproduce in primavera estate e depone le uova su corpi galleggianti come pezzi di legno o pietre pomici. I giovani hanno pinne pettorali corte e pinne ventrali molto più lunghe rispetto agli adulti, queste pinne sono variamente colorate di nero e giallo.

## Biologia
Questo pesce, come tutti gli altri pesci volanti, per sfuggire ai predatori può spiccare voli al di sopra della superficie dell'acqua. Per la descrizione dettagliata del meccanismo vedi la voce Exocoetidae.

## Pesca
Le sue carni sono discrete, viene catturato con reti da posta soprattutto lungo le coste calabresi dello Stretto di Messina.